# Hangay Zoltán (vízilabdázó)
Hangay Zoltán (Szolnok, 1988. október 17. –) háromszoros országos bajnok magyar vízilabdázó, a Szolnoki Dózsa-KÖZGÉP játékosa. A 2018-19-es idénytől a Szolnoki Dózsa VSC másodedzője Živko Gocić mellett. 2022 nyarától a csapat vezetőedzője.

## Sikerei, díjai
- LEN-szuperkupa
  - győztes (1): 2017 – Szolnok
- Magyar bajnokság
  - aranyérmes: 2015, 2016, 2017
  - ezüstérmes: 2013, 2014, 2018